# Francolinus pondicerianus
Francolinus pondicerianus là một loài chim trong họ Phasianidae.

## Hình ảnh

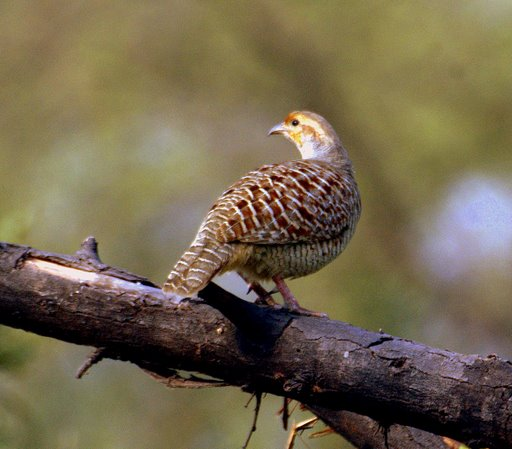
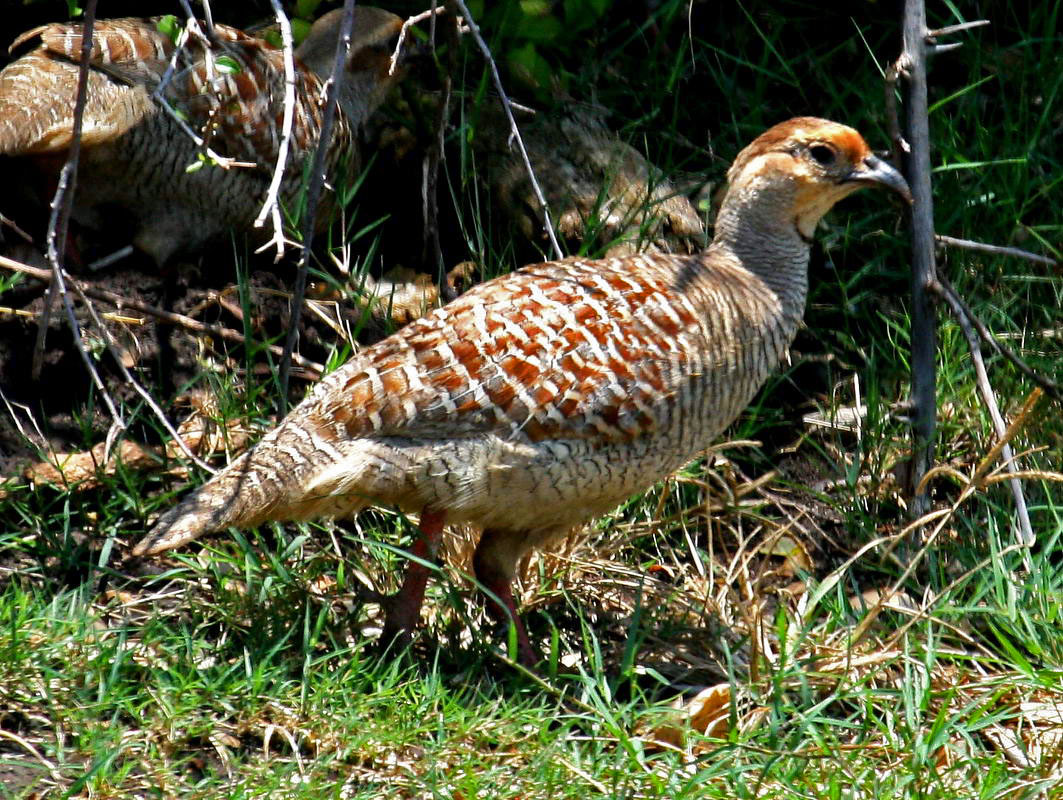
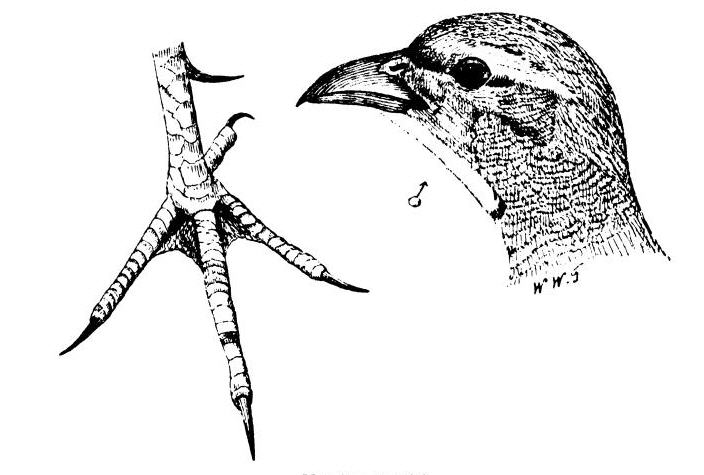
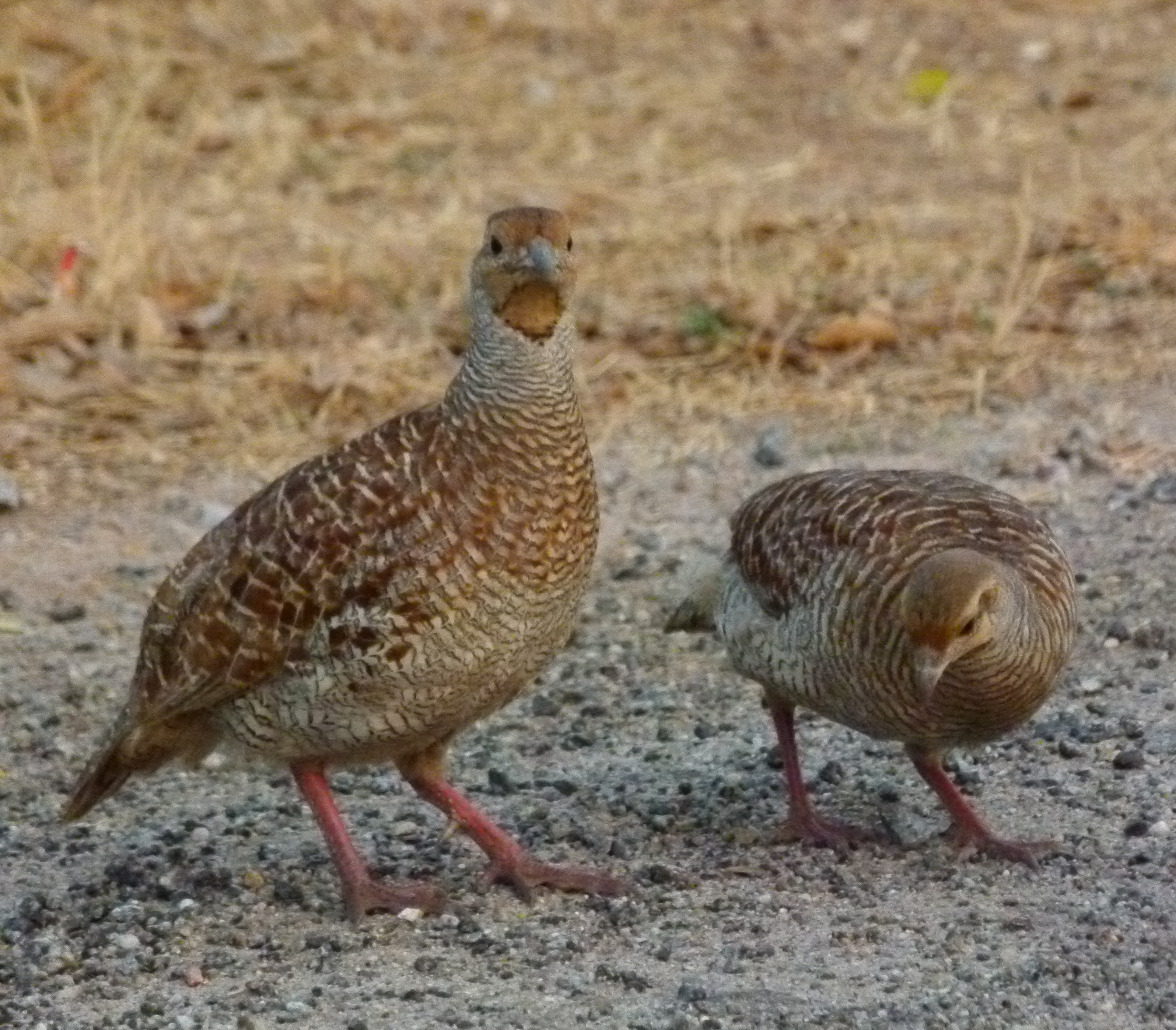